# Atuna racemosa
El tabon-tabon (Atuna racemosa) es un árbol de la familia de las crisobalanáceas. El epíteto específico racemosa es del latín que significa «agrupado», en referencia a la inflorescencia. En Filipinas es ampliamente conocido y sus frutas se usan tradicionalmente para elaborar kinilaw (un plato local de pescado crudo en vinagre o jugos cítricos) desde hace por lo menos mil años. En Tonga se le conoce como pipi.

## Descripción
Atuna racemosa crece hasta 35 m de altura. La corteza lisa es de gris a negro. Las flores son azules o blancas. Los frutos son elipsoides, redondeados o en forma de pera y miden hasta 7.5 cm (3 pulgadas) de largo.

## Distribución y hábitat
Atuna racemosa se encuentra ampliamente en Tailandia, Malesia y las islas de Oceanía en el Pacífico Sur. Su hábitat son bosques mixtos de dipterocarpos, también en pantanos y a lo largo de ríos, desde el nivel del mar hasta los 750 m s. n. m.

## Usos

### Uso logístico
La fruta se convierte en una masilla para sellar canoas en las islas del Pacífico. El aceite de las semillas se usa como aroma. Las hojas se usan como cubierta vegetal para techos en Fiyi.

### Uso culinario
En Filipinas, el árbol se conoce como tabon-tabon; de la pulpa rallada de sus frutas se extrae un jugo usado como ingrediente en la receta original de kinilaw, en la que cumple la función de neutralizar el sabor a pescado y la acidez. Se han encontrado vestigios de cuencos con restos de fruta del tabon-tabon junto con espinas de pescado en el sitio arqueológico Balangay, en Butuán (datados del siglo X al XIII d. C.), lo que indica que esta práctica de cocina tiene, por lo menos, mil años.